# Coro Gay de Lima
El Coro Gay de Lima, también denominado Asociación Cultural Coro Gay de Lima, es una agrupación coral en el Perú compuesta íntegramente por miembros de la comunidad LGBTQI+. Fundado con el objetivo de visibilizar la diversidad y promover la inclusión a través de la música, el coro ha desempeñado un papel significativo en la escena cultural de la comunidad LGBT de Lima.

## Historia

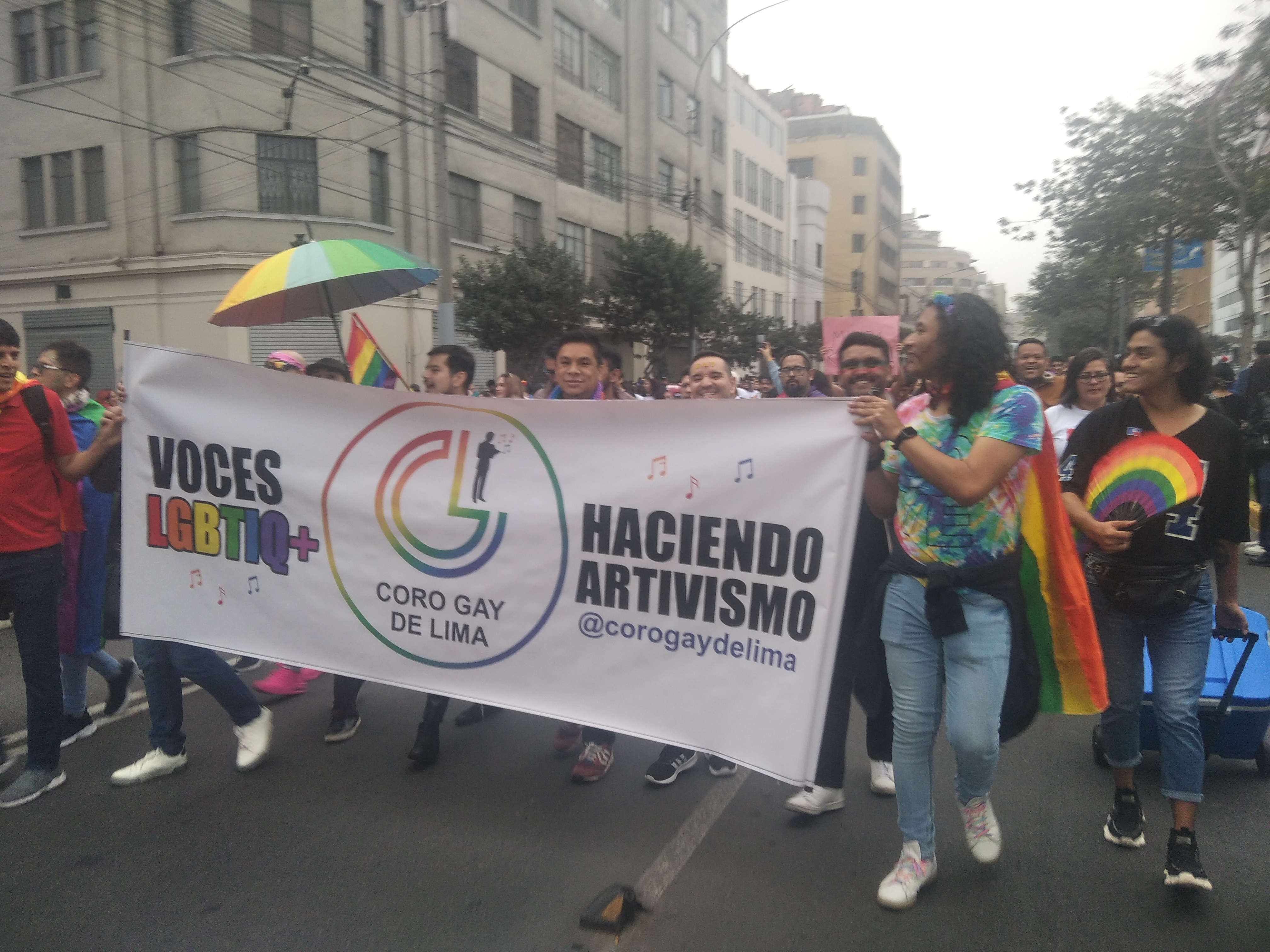
Parte del elenco del Coro Gay de Lima marchando durante el Orgullo de Lima de 2024

El proyecto empezó a gestarse desde diciembre de 2020, durante la pandemia de COVID-19. En sus inicios tuvieron contacto y asesoría por parte del Coro Gay de la Ciudad de México. El Coro Gay de Lima ha buscado crear un espacio seguro, inclusivo y acogedor para personas de la comunidad LGBT que comparten una pasión por el canto coral. A lo largo de los años, han interpretado una amplia gama de géneros musicales, incluyendo rock, vals, festejo y cumbia peruana, adaptando estas expresiones culturales a su estilo.
En 2022 realizaron su primera presentación, denominada Alzar el vuelo, que tuvo lugar en la Peña La Candelaria. En junio de 2023 presentó su segundo concierto, titulado Divas – Vidas, espectáculo dirigido por Sergio Cavero y Jorge Pecho, en el Teatro Antonio Banderas del Centro Español del Perú.
Una de las actuaciones más notables del coro fue su cuarto concierto titulado Gardenias, realizado el 3 de diciembre del 2024 en el teatro NOS PUCP en San Isidro. Este espectáculo rindió homenaje a las víctimas del crimen de odio conocido como La Noche de las Gardenias, donde personas gays y trans fueron asesinadas por un comando terrorista. El concierto integró música, danza y teatro, celebrando la identidad nacional desde una perspectiva diversa. Como artista invitada, participó la drag queen peruana La Langosta.

## Presentaciones
- Alzar el vuelo - Peña La Candelaria (2022)
- Divas Vidas - Teatro Centro Español del Perú (2023)
- Gardenias - Teatro Nos PUCP (2024)